# Ateliers d’Automobiles et d’Aviation
Ateliers d’Automobiles et d’Aviation war ein französischer Hersteller von Automobilen und Nutzfahrzeugen.

## Unternehmensgeschichte
Das Unternehmen aus Paris begann 1919 mit der Produktion von Automobilen und Lastkraftwagen. Der Markenname lautete AAA. 1920 endete die Produktion. Es bestand keine Verbindung zur AG für Akkumulatoren- und Automobilbau aus Berlin, die im gleichen Zeitraum ebenfalls Automobile unter diesem Markennamen anbot.

## Fahrzeuge
Bei den Fahrzeugen handelte es sich um Elektroautos. Für den Antrieb sorgten Elektromotoren. Es waren große viertürige Limousinen. Außerdem entstanden Lastkraftwagen.